# Letis dichroa
Letis dichroa är en fjärilsart som beskrevs av George Francis Hampson 1926. Letis dichroa ingår i släktet Letis och familjen nattflyn. Inga underarter finns listade i Catalogue of Life.